# Prinz Adalbert (Schiff, 1895)
| Prinz Adalbert                    | Prinz Adalbert            |
| --------------------------------- | ------------------------- |
| Postdampfer der Linie Kiel-Korsör |                           |
| Schiffsdaten                      |                           |
| Flaggen:                          | Deutsches Reich           |
| Schiffstyp:                       | Dampfschiff               |
| Verwendung:                       | Passagier- und Postschiff |
| erster Heimathafen:               | Kiel                      |
| Schiffstaufe                      |                           |
| Bauwerft:                         | Howaldtswerke             |
| Baunummer:                        | 297                       |
| Eigner:                           | Sartori & Berger          |
| Technische Daten                  |                           |
| Baunummer:                        | 297                       |
| Vermessung:                       | 702 BRT                   |
| Länge über alles:                 | 62,6 m                    |
| Breite über alles:                | 8,7 m                     |
| Max. Tiefgang:                    |                           |
| Maschine                          |                           |
| Antrieb:                          | Dampfmaschine             |
| Maschinenleistung:                | 1300 PSi                  |
| Höchstgeschwindigkeit:            | 13 kn                     |
| Schrauben:                        | 2                         |
| Schornsteine:                     | 2                         |
| Masten:                           | 2                         |
| Sonstiges                         |                           |
| Anzahl der Passagiere             | 650                       |
| Anzahl Besatzung:                 |                           |
| andere Namen:                     | Bürgermeister Smidt       |

## Geschichte

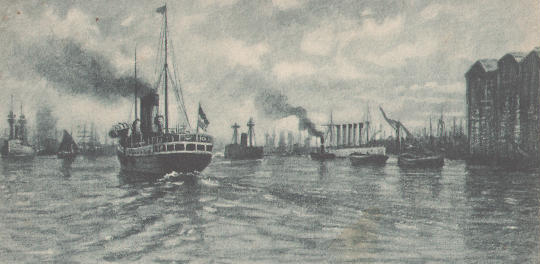
Eduard Krause-Wichmann, Darstellung eines der Postdampfer

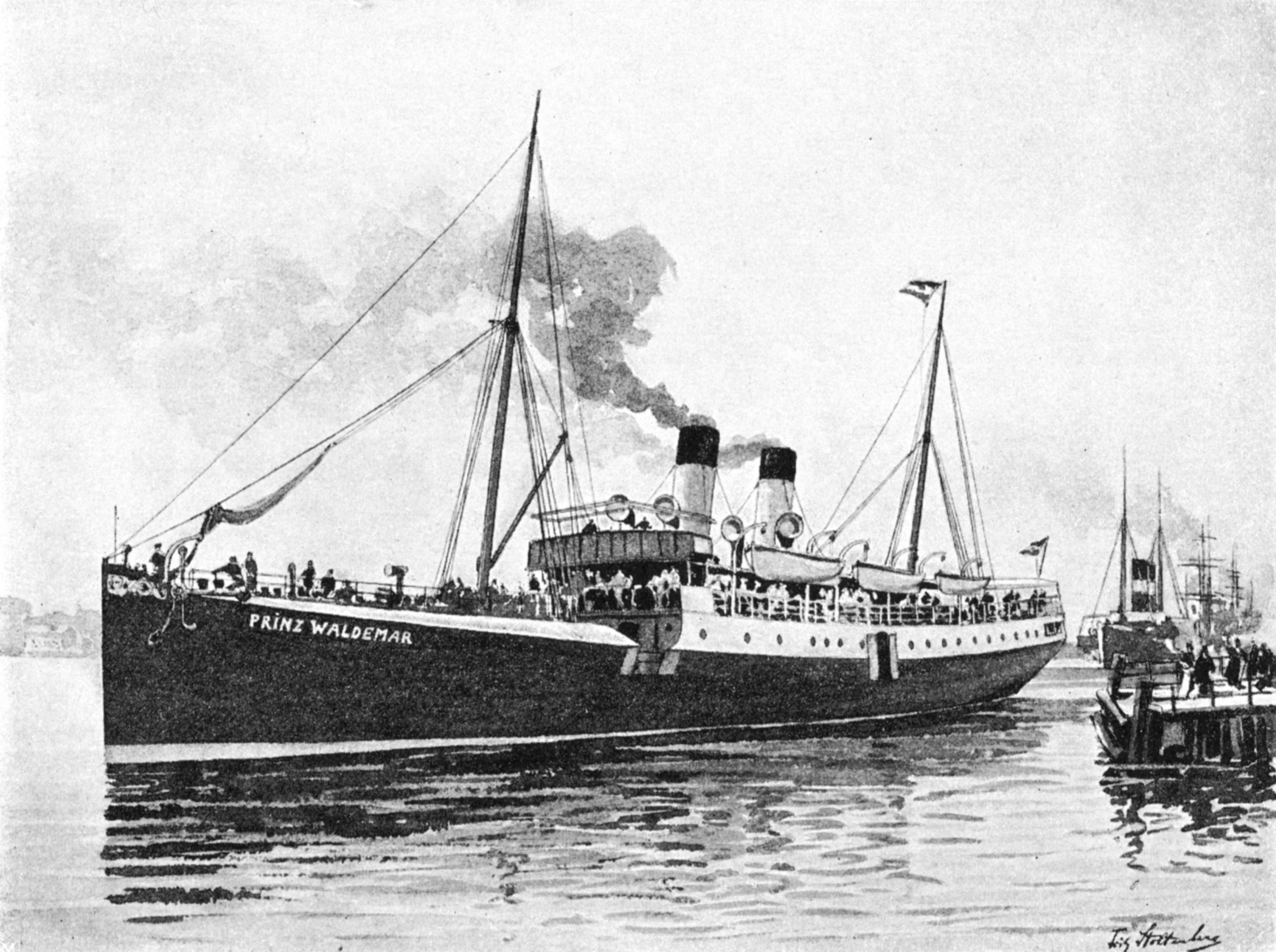
Schwesterschiff Prinz Waldemar

Der Doppelschraubendampfer Prinz Adalbert wurde von der Kieler Reederei Sartori & Berger betrieben und fuhr ab 1895 auf der Strecke Kiel-Korsör, die seit 1880 regelmäßig mit Raddampfern befahren worden war. Er diente als Passagierdampfer und als Postschiff, dessen Abfahrtszeiten von der Europäischen Fahrplankonferenz in die kontinentalen Eisenbahnfahrpläne eingearbeitet wurden. Am 2. Mai 1910 benutzte Theodore Roosevelt mit seiner Familie das Schiff für eine Fahrt nach Korsør. Der Dampfer war wie seine Schwesterschiffe Prinz Waldemar und Prinz Sigismund für seine luxuriöse Ausstattung bekannt. Das Anrufzeichen der Prinz Adalbert für den Funktelegraphieverkehr lautete d p a.
Im Ersten Weltkrieg wurden die Prinz Adalbert und ihre Schwesterschiffe in Kiel als Hilfsstreuminendampfer verwendet. Prinz Adalbert erhielt dabei die Bezeichnung Hilfsstreuminendampfer B der Ostsee.
Nach dem Krieg wurde die Prinz Adalbert zur Bürgermeister Smidt umbenannt und wieder als Fähre eingesetzt. Die Linie Kiel-Korsør wurde allerdings 1924 als unwirtschaftlich aufgegeben. Der Dampfer aber existierte bis 1929.
Das Deutsche Schifffahrtsmuseum hat einen Papiermodellbausatz im Maßstab 1:250 zu diesem Schiff herausgegeben.